# Trichopteryx veritata
Trichopteryx veritata är en fjärilsart som beskrevs av Richard F. Pearsall 1907. Trichopteryx veritata ingår i släktet Trichopteryx och familjen mätare. Inga underarter finns listade i Catalogue of Life.